# Bierieszczino (osiedle)
Bierieszczino (ros. Берещино) – osiedle w Rosji, w obwodzie niżnonowogrodzkim, w okręgu miejskim Pierwomajska. W 2010 liczyło 428 mieszkańców.